# Scatopsciara necopinata
Scatopsciara necopinata är en tvåvingeart som beskrevs av Hans-Georg Rudzinski 2004. Scatopsciara necopinata ingår i släktet Scatopsciara och familjen sorgmyggor.
Artens utbredningsområde är Taiwan. Inga underarter finns listade i Catalogue of Life.